# Felix Heidinger
Felix Martin Heidinger (* 16. Dezember 1957 in München; † 15. April 2019 ebenda) war ein deutscher Biologe, Tierfilmer und Fernsehmoderator.

## Leben
In seiner Diplomarbeit beschäftigt sich Heidinger mit der Thermoregulation des Großen Mausohrs.
Er gehörte zur nächsten Generation der Tierfilmer nach den Tierfilmpionieren der 1950er, 60er und 70er Jahre (Heinz Sielmann, Bernhard Grzimek, Eugen Schuhmacher, Horst Stern, Henry Makowski).
Heidinger wurde einer breiteren Öffentlichkeit durch seine Kindertierfilmserie Felix und die wilden Tiere bekannt.
Heidingers Filme wurden hauptsächlich für den Bayerischen Rundfunk, die ARD und Arte produziert.
Neben der auf Kinder zugeschnittenen Serie hat Heidinger zahlreiche längere Tierdokumentationen produziert, die ihn in viele Länder der Erde, aber auch in verschiedenste Ecken Deutschlands geführt haben.
Er starb im April 2019 im Alter von 61 Jahren.

## Werke
- Untersuchungen zum thermoregulatorischen Verhalten des Großen Mausohrs (Myotis myotis) in einem Sommerquartier. Diplomarbeit. Universität München, 1988.
- Khedda – wilde Elefanten in der Falle. Bayerischer Rundfunk 1997, Redaktion Udo A. Zimmermann.
- Zuflucht Wildnis. ARD-Reihe, Redaktion Udo A. Zimmermann.
  - Koalas – Teddybären ohne Schutz? Bayerischer Rundfunk, 1998.
  - Mit Krokodilen leben lernen. Bayerischer Rundfunk, 1998.
  - Sympathie für die Teufel. Bayerischer Rundfunk, 1998.
  - Robby, Megan und Masiko – die Schimpansen von Ngambe Island. Bayerischer Rundfunk, 1999.
  - Geparde – Samtpfoten im Visier der Farmer. Bayerischer Rundfunk, 1999.
  - Die heiligen Tiere von Rajasthan. Bayerischer Rundfunk, 2000.
  - Die Jaguar-Jäger. Bayerischer Rundfunk, 2001.
  - Die Wölfe des Rio Manu – Riesenotter. Bayerischer Rundfunk, 2001.
- Felix und die wilden Tiere. Fernsehreihe Bayerischer Rundfunk für Kinder, Redaktion Andreas M. Reinhard.
- mit J. U. Heins: Nashorn, Zebra & Co. Bayerischer Rundfunk für ARD, 2007, Redaktion Udo A. Zimmermann.

## Preise
- 1999 Medienpreis der Deutschen AIDS-Stiftung für AIDS – die Spur führt in den Dschungel
- 2003 Goldener Spatz  für Felix und die wilden Tiere: Eine Schule für Bären, verliehen durch die Kinderjury des Deutschen Kinder-Film & Fernseh-Festivals
- 2005 Emil  für Felix und die wilden Tiere: Aus dem Dschungelbuch der Orang-Utans, Kinderfernsehpreis der Zeitschrift TV Spielfilm